# آب در افغانستان

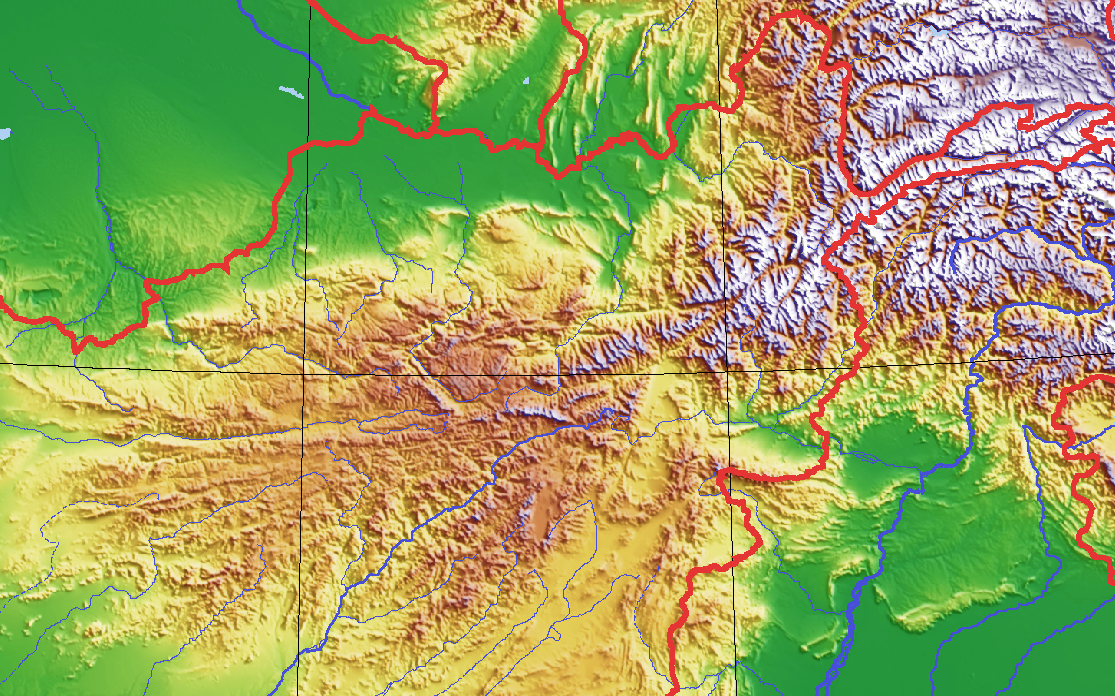
موقعیت جغرافیایی رشته‌کوه هندوکش

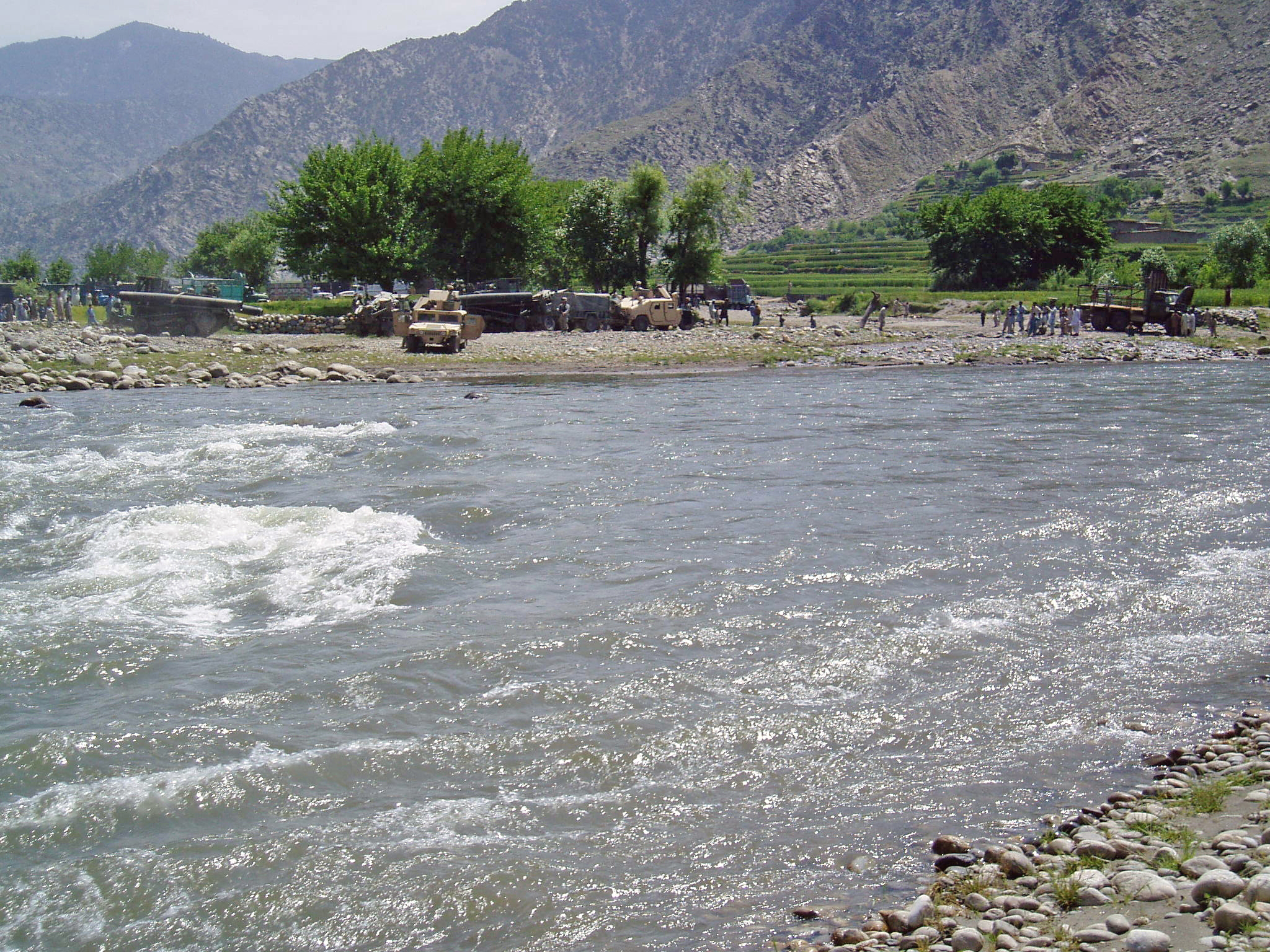
دریای پیچ نورستان

پنج حوزهٔ آبی افغانستان

مهم‌ترین منابع آبی افغانستان عبارتند از آب‌های چاه، چشمه‌ها، آب‌های بارندگی از قبیل باران، برف، ژاله و غیره، آب‌های سطحی جوی‌ها، دریاچه‌ها، دریاها، بندها و حوض‌های طبیعی و مصنوعی، یخچال‌ها، کوه‌ها و قله‌ها، و بخارات اتمسفر.
افغانستان دارای ۷۵ میلیارد مترمکعب منابع آب شیرین تجدیدپذیر در سال می‌باشد که ۵۷ میلیارد مترمکعب آن را آب‌های سرزمینی و ۱۸ میلیارد مترمکعب آن را آب‌های زیرزمینی تشکیل داده‌است.

## کوه‌ها
عمده‌ترین رشته‌کوه که دارای قله‌های مملو از برف و یخچال‌ها می‌باشد رشته‌کوه هندوکش و شاخه‌های کوچک آن می‌باشد. این کوه تقریباً بالاتر از ۷۵ درصد از خاک افغانستان را پوشانیده است. مجموعاً کوه‌های هندوکش دارای درازای ۹۹۶ کیلومتر می‌باشد. میانگین بارندگی درین مناطق از ۲۵۰ الی ۴۵۰ میلی‌متر در سال است.
بارندگی در کوه‌های پامیر تا هزار میلی‌متر در سال می‌باشد. بیشتر قله‌های هندوکش شرقی دارای یخچال‌های دایمی می‌باشند. ساحات هندوکش مرکزی منبع بزرگ چشمه‌ها می‌باشد که زیادهٔ رودهای افغانستان در کنار آب‌های برف‌ها از چشمه‌ها می‌باشد.
ساحات کوه بابا مملو از تپه‌های خاکی است که این تپه‌ها در زمستان آب را ذخیره نموده در تابستان نیز منبع چشمه‌ها می‌باشد.
زیاده‌ترین نقاط پرآب و شاداب را قسمت شمال شرقی افغانستان مانند کنر و نورستان و دره‌های پنجشیر بدخشان و تخار تشکیل می‌دهند.
قسمت‌های مرکزی کوه‌های هندوکش و کوه بابا که ولایت‌های پروان، میدان وردک، بامیان، دایکندی، شهر چخچران، پل خمری، و سرپل را احتوا نموده‌است منبع بزرگ آبی کشور به‌حساب می‌آیند. ۸۰٪ منابع آبی کشور را کوه‌های هندوکش تشکیل می‌دهند. از اینکه کوه سفیدکوه همیشه مملو از برف می‌باشد بدین ملحوظ نام این کوه را سفیدکوه گذاشته‌اند. رود کنر علی شنگ عینگار از آن سرچشمه می‌گیرد.

## رودها
افغانستان دارای چندین صد رود کوچک و بیشتر از ۲۵ دریای بزرگ می‌باشد؛ مهم‌ترین رودهای افغانستان که از کنار دشت‌های پهناور می‌گذرد عبارتند از آمودریا، رود هلمند، رود کابل، دریای اندراب یا قندوز، هریرود و رود مرغاب می‌باشد. درین اواخر آب‌های افغانستان را به پنج حوضه تقسیم نموده‌اند.
1. حوضهٔ دریای آمو (آمودریا): متشکل است از رودهای واخان، کوکچه، قندوز، اندراب و خنجان.
2. حوضهٔ رود شمال: متشکل است از رودهای بلخاب و سرپل.
3. حوضهٔ رود غربی: متشکل است از رودهای هری رود، مرغاب، شیرین تگاب، کشک ادرسکن، کوشان، قیصار، گلران، خاشرود.
4. حوضهٔ هلمند: هیرمند متشکل است از رودهای رود ارغنداب غزنی ترنگ ارغستان و موسی‌قلعه.
5. حوضهٔ کابل: متشکل است از رودهای گلبهار پنجشیر، کابل، لوگر، کنر علی شنگ و علینگار می‌باشد.